# Kota Bahagia
Kota Bahagia is een bestuurslaag in het regentschap Aceh Barat Daya van de provincie Atjeh, Indonesië. Kota Bahagia telt 787 inwoners (volkstelling 2010).